# Le Baptême du Christ (Véronèse)
Pour les articles homonymes, voir Le Baptême du Christ.
Le Baptême du Christ est un tableau réalisé vers 1580-1588 par le peintre italien Paul Véronèse et son atelier. Cette huile sur toile est une peinture chrétienne qui représente le baptême du Christ en présence de trois anges, et sous le vol de la colombe du Saint-Esprit. Une originalité de sa composition est le fait de figurer Jésus en raccourci alors qu'il se penche vers l'avant pour présenter sa nuque à Jean le Baptiste, ses bras, qu'il écarte pour maintenir son équilibre, préfigurant la future Crucifixion. Achetée en 1979, l'œuvre est conservée au J. Paul Getty Museum, à Los Angeles, aux États-Unis.